# The Beatles’ Decca Audition
Die Decca Audition (auch bekannt als Decca Sessions oder Decca Tapes) waren Probeaufnahmen der Beatles beim Label Decca Records. Die Beatles bewarben sich mit diesen Aufnahmen am Neujahrstag 1962 um einen Plattenvertrag. Decca weigerte sich jedoch, die Beatles unter Vertrag zu nehmen. Diese Ablehnung gilt als eine der größten Fehlentscheidungen der Musikgeschichte.

## Vorgeschichte
Am 23. Oktober 1961 veröffentlichten Tony Sheridan & The Beat Brothers auf dem Label Polydor die von Bert Kaempfert produzierte Single My Bonnie / The Saints. Hinter dem Namen Beat Brothers verbargen sich die Beatles in der Besetzung John Lennon, Paul McCartney, George Harrison und Pete Best.

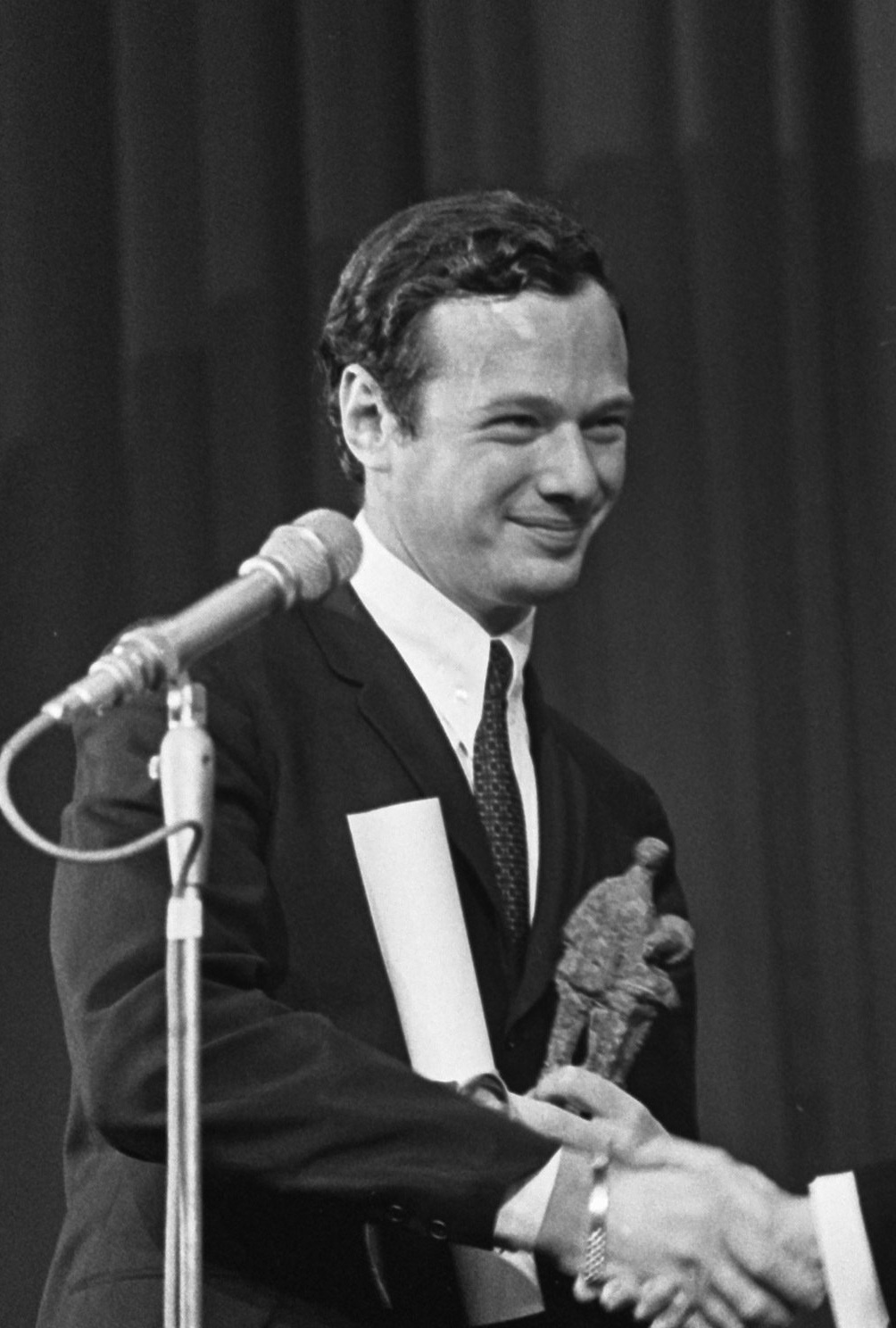
Brian Epstein, 1965

Durch diese Single wurde Brian Epstein auf die Beatles aufmerksam und besuchte am 9. November 1961 erstmals eines ihrer Konzerte im Cavern Club. Nach weiteren Treffen wurde er am 24. Januar 1962 offiziell der Manager der Beatles. Der am 1. Februar 1962 beginnende Fünf-Jahres-Vertrag sah eine Einkommensbeteiligung von zunächst zehn Prozent für Epstein vor, bei Überschreitung eines Schwellenbetrags von 1500 Pfund jährlich sollte sich die Beteiligung auf 15 Prozent erhöhen. Weiterhin sah der Vertrag vor, dass Epstein die Gruppe „in sämtlichen Angelegenheiten beraten solle, die Kleidung, Aussehen, Präsentation und Strukturierung des Auftritts betreffen.“ George Harrison sagte später über Epstein: „Brian steckte ganz schön viel Zeit in uns, er wollte uns groß machen. Er hat von Anfang an an uns geglaubt.“

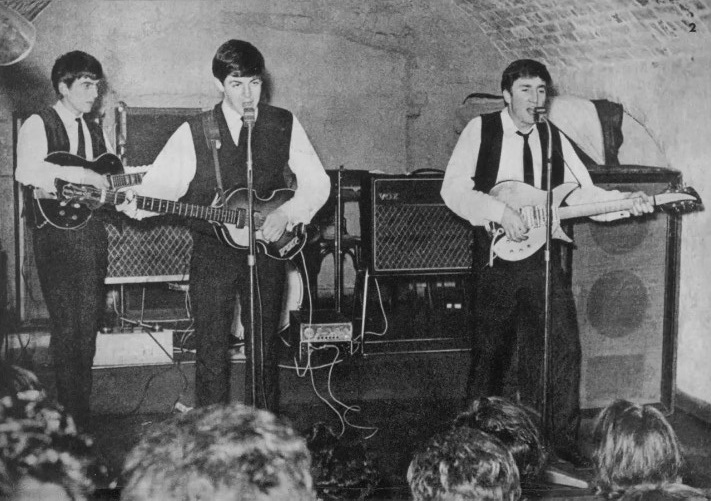
Die Beatles live im Cavern Club in Liverpool, 1962

Epstein bemühte sich umgehend bei verschiedenen Schallplattengesellschaften um Vorspieltermine. Von EMI erhielt er eine Absage. Er nahm Kontakt zu Tony Barrow auf, der ihn an Mike Smith, einen Assistenten in der Abteilung A&R bei Decca, verwies. Decca war Anfang der 1960er Jahre neben EMI eine der beiden größten Schallplattengesellschaften Großbritanniens. Epstein konnte Smith überzeugen, am 13. Dezember 1961 ein Konzert der Beatles im Cavern Club zu besuchen. Smith war von dem Auftritt so beeindruckt, dass er für den 1. Januar 1962 um 11 Uhr Probeaufnahmen ansetzte; damals war Neujahr in Großbritannien noch kein gesetzlicher Feiertag. Während Epstein mit dem Zug reiste, fuhren die Beatles zusammen mit ihrem Roadmanager Neil Aspinall in einem Kleintransporter, der zudem mit ihrem Equipment beladen war, von Liverpool nach London. Die Fahrt dauerte rund zehn Stunden.

## Entstehung
Die Produktionsleitung der Decca Audition hatte Mike Smith inne, die Beatles spielten in folgender Besetzung:
- John Lennon: Rhythmusgitarre, Gesang, Begleitgesang
- Paul McCartney: Bass, Gesang, Begleitgesang
- George Harrison: Leadgitarre, Gesang, Begleitgesang
- Pete Best: Schlagzeug

Es gab pro Song nur einen Take, aufgenommen in Mono. Overdubs wurden nicht produziert und ein Mixdown fand nicht statt. Die Beatles spielten also quasi live – innerhalb einer Stunde nahmen sie 15 Songs auf:
| Nr. | Lied                            | Komposition              | Gesang    | Länge |
| --- | ------------------------------- | ------------------------ | --------- | ----- |
| 01  | Like Dreamers Do                | Lennon/McCartney         | McCartney | 2:34  |
| 02  | Money (That’s What I Want)      | Gordy/Bradford           | Lennon    | 2:22  |
| 03  | Till There Was You              | Willson                  | McCartney | 2:58  |
| 04  | The Sheik of Araby              | Smith/Wheeler/Snyder     | Harrison  | 1:40  |
| 05  | To Know Her is to Love Her      | Spector                  | Lennon    | 2:34  |
| 06  | Take Good Care of My Baby       | King/Goffin              | Harrison  | 2:26  |
| 07  | Memphis, Tennessee              | Berry                    | Lennon    | 2:20  |
| 08  | Sure to Fall (In Love with You) | Cantrell/Claunch/Perkins | McCartney | 2:01  |
| 09  | Hello Little Girl               | Lennon/McCartney         | Lennon    | 1:38  |
| 10  | Three Cool Cats                 | Leiber/Stoller           | Harrison  | 2:23  |
| 11  | Crying, Waiting, Hoping         | Holly                    | Harrison  | 2:00  |
| 12  | Love of the Loved               | Lennon/McCartney         | McCartney | 1:50  |
| 13  | September in the Rain           | Warren/Dubin             | McCartney | 1:53  |
| 14  | Bésame Mucho                    | Velázquez                | McCartney | 2:38  |
| 15  | Searchin’                       | Leiber/Stoller           | McCartney | 3:02  |

Nur drei der 15 Songs sind Lennon/McCartney-Kompositionen: Like Dreamers Do, Hello Little Girl und Love of the Loved – die übrigen zwölf sind Coverversionen. Alle Songs gehörten zum damaligen Live-Repertoire der Beatles.
Die Probeaufnahmen liefen für die Beatles unter ungünstigen Umständen, zum einen waren sie sehr nervös, da es das erste Mal war, dass sie in einem richtigen Tonstudio spielten, zum anderen durften die Beatles zwar ihre Instrumente, aber nicht ihr übriges Equipment benutzen. Das hatte zur Folge, dass sie die Songs mit diversen musikalischen Fehlern einspielten und einsangen: Sie hielten nicht immer das Tempo und trafen nicht immer den Ton. Die drei Eigenkompositionen sind zudem von eher durchschnittlicher Qualität – insgesamt war bei den Probeaufnahmen ihre später viel gerühmte Professionalität und Genialität kaum herauszuhören.
John Lennon erinnerte sich so an die Session: „Wir waren schrecklich nervös und unsicher, das kann man hören. Wir fingen ganz aufgeregt an und nach und nach wurden wir sicherer.“ George Harrison sagte rückblickend: „Ich erinnere mich, dass wir einfach ins Studio gingen, unsere Verstärker aufbauten und spielten.“
Am Ende der Session äußerte Mike Smith sich zuversichtlich, sodass Brian Epstein und die Beatles fest davon überzeugt waren, dass sie bald einen Plattenvertrag von Decca bekommen würden.

## Ablehnung
Anfang Februar 1962 wurden die Beatles von Decca überraschenderweise abgelehnt. Dick Rowe, Leiter der Abteilung A&R bei Decca, gilt als der Mann, der den Beatles den Plattenvertrag verweigerte. Als Grund gab er später an, dass man zwischen den Beatles und Brian Poole & the Tremeloes habe wählen müssen. Letztere hatten am selben Tag ebenfalls Probeaufnahmen absolviert. Die Wahl sei auf Brian Poole & the Tremeloes gefallen, da sie im Gegensatz zu den Beatles nicht aus Liverpool, sondern aus London kamen. Bedingt durch diese geografische Nähe habe man sich eine problemlosere Zusammenarbeit erhofft. Die offizielle Begründung von Rowe war jedoch eine andere und ist mittlerweile legendär: „Gitarrenbands geraten aus der Mode, Mr. Epstein.“
Die Beatles hatten nach der Ablehnung vorübergehend das Gefühl, das Ende ihrer Karriere erreicht zu haben. John Lennon sagte dazu: „Wir fuhren zurück und warteten und warteten, dann erfuhren wir, dass sie uns nicht genommen hatten. Damals dachten wir, das war’s, das ist das Ende.“ Er gab vor allem Brian Epstein die Schuld dafür, dass Decca ihnen keinen Plattenvertrag gegeben hatte. Epstein hatte die 15 Songs mit der Intention ausgewählt, die musikalische Vielseitigkeit der Beatles herauszustellen. Die Kombination so verschiedener Genres wie Pop, Rhythm & Blues und Rock ’n’ Roll erweckte aber eher den Eindruck von Beliebigkeit. Lennon empfand Epsteins Auswahl daher als unpassend und beschloss daraufhin, dass die Beatles sich nie wieder vorschreiben lassen würden, was sie zu spielen hätten.
Paul McCartney sagte in der Rückschau: „Wenn ich mir die Bänder anhöre, verstehe ich, warum Decca uns nicht genommen hat, wir waren einfach nicht gut, auch wenn wir ein paar interessante und originelle Sachen spielten.“ Lennon sah das etwas anders: „Ich habe die Bänder auch gehört. Ich würde uns nicht so runtermachen, ich fand es gar nicht so schlecht für die damalige Zeit, vor allem die zweite Hälfte. Damals gab es nicht viele Leute, die so spielen konnten wie wir. Wahrscheinlich hat Decca erwartet, dass wir perfekt sind, aber wir nahmen ja nur ein Demo auf. Sie haben einfach nicht gesehen, was wir draufhatten.“
Decca überließ Epstein die Aufnahmebänder, der mit ihnen Anfang Februar 1962 bei anderen Schallplattengesellschaften vorstellig wurde – Pye, Philips und Oriole sagten jedoch ebenfalls ab.

## Neuanfang

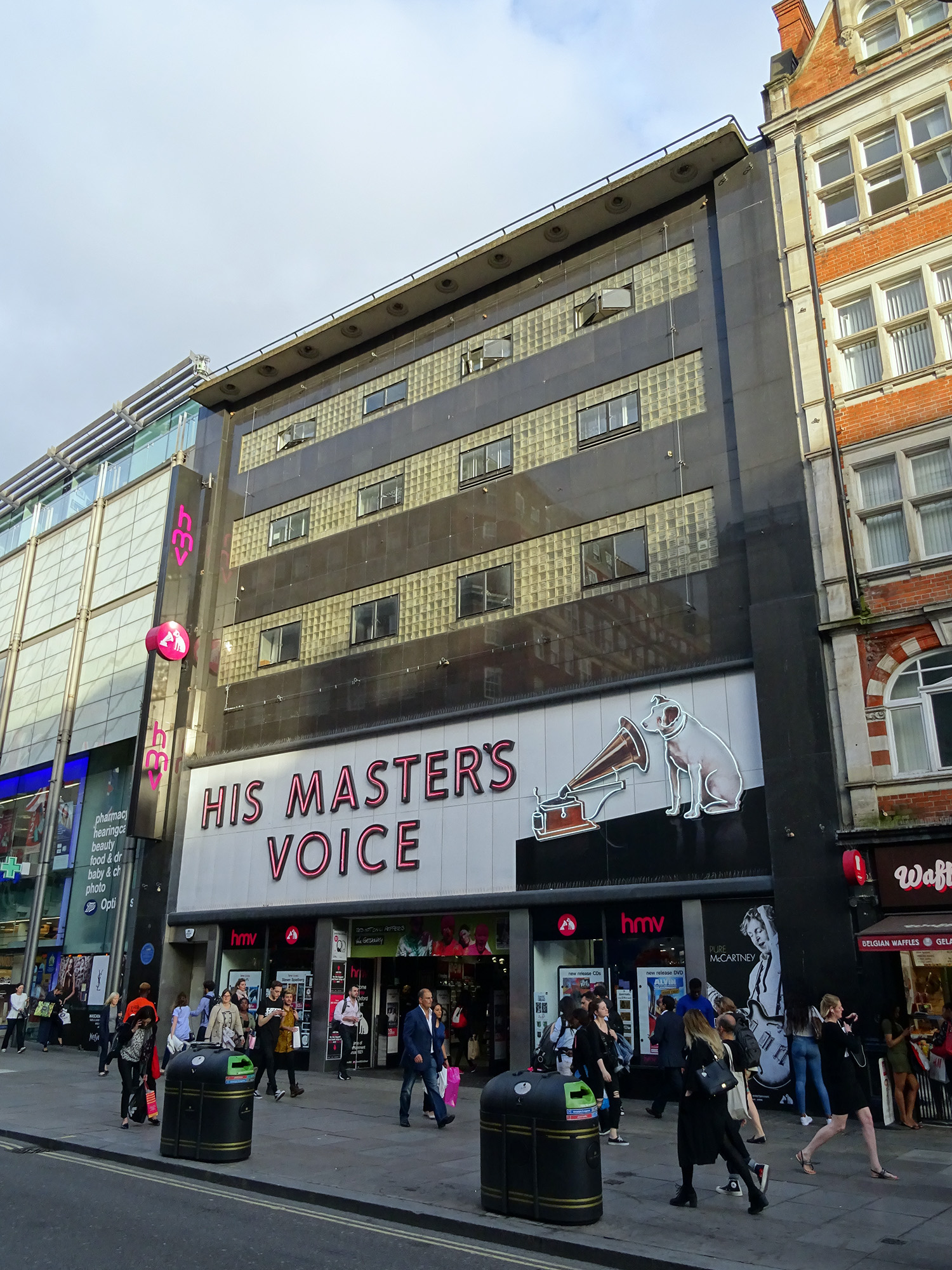
HMV-Schallplattengeschäft in London

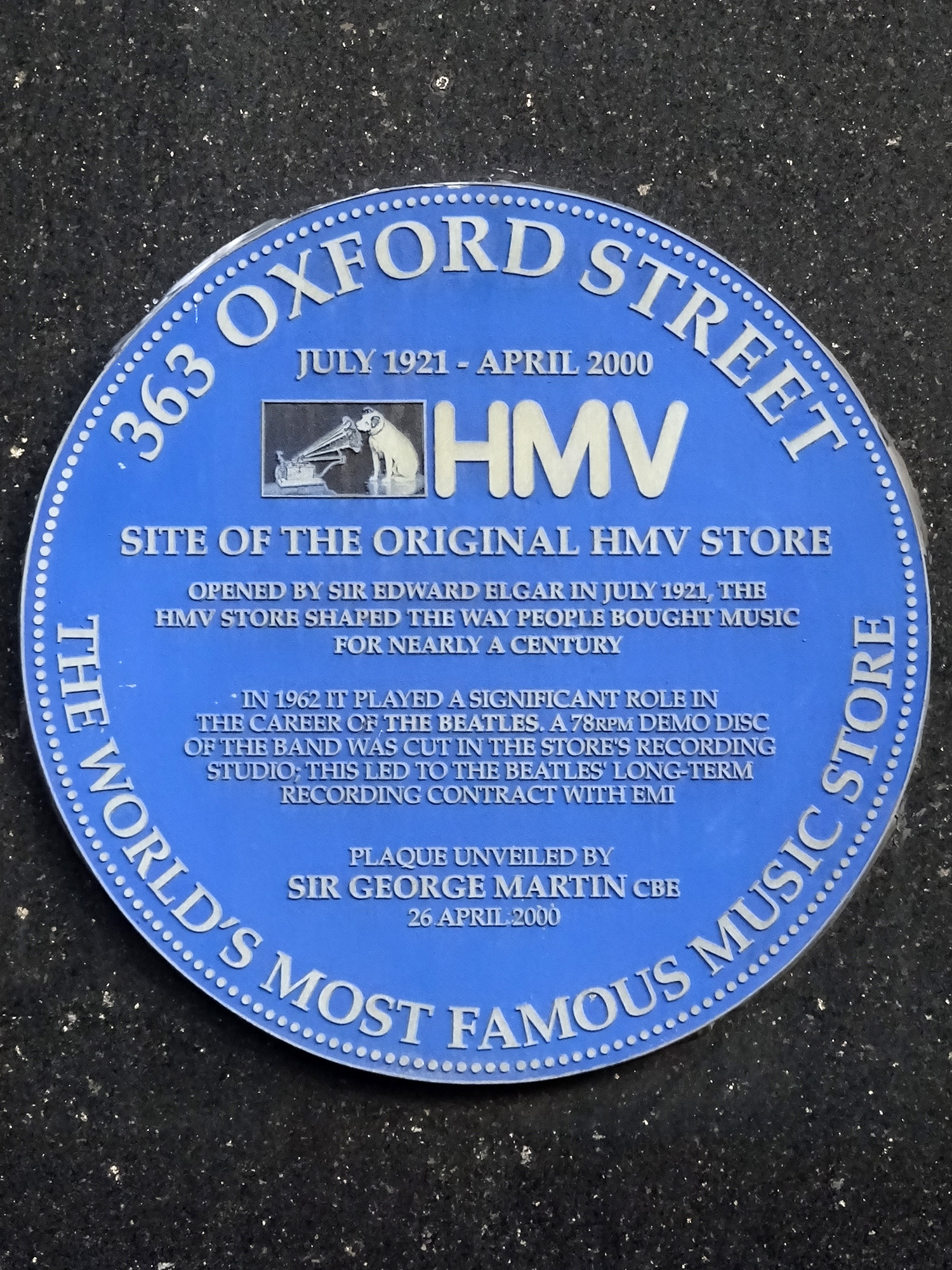
Erinnerungsplakette

Der Manager des HMV-Schallplattengeschäfts in London schlug Brian Epstein vor, die Bänder auf Schallplatte zu pressen, um die Musik besser präsentieren zu können. Diesen Vorschlag setzte Epstein unverzüglich um. Der Toningenieur Jim Foy, der für das Mastering der Schallplatte zuständig war, befand, dass die Beatles gut klingen und schickte Epstein zu Sid Coleman, der Musikrechte für die Firma Ardmore & Beechwood verwertete. Coleman bekundete sein Interesse an den drei Lennon/McCartney-Kompositionen. Epstein betonte jedoch, dass es ihm vor allem darum gehe, einen Plattenvertrag für die Beatles abzuschließen. Coleman rief daraufhin George Martin an, der bei Parlophone für Neuverpflichtungen zuständig war, und empfahl die Beatles. Martin war von den Aufnahmen der Decca Audition nicht begeistert, er war weder mit den Songs noch mit dem Sound zufrieden. Trotzdem lud er die Beatles zu Probeaufnahmen für Parlophone ein. Am 6. Juni 1962, zwischen 19 und 22 Uhr, spielten die Beatles in den Abbey Road Studios vor. Martin war vor allem von der Leistung Pete Bests am Schlagzeug nicht überzeugt. Er bestand darauf, während der Aufnahmen einen Studiomusiker einzusetzen. Die Beatles hatten sich allerdings schon unabhängig davon dafür entschieden, Best durch Ringo Starr zu ersetzen, mit dem sie schon in Hamburg zusammen gespielt hatten. Rückdatiert auf den 4. Juni 1962 unterschrieben die Beatles dann einen Plattenvertrag bei Parlophone.

## Veröffentlichungen
Nachdem der Plattenvertrag mit Parlophone unterschrieben war, hatte keiner der Beteiligten mehr Interesse an den Decca-Aufnahmen. Im Jahr 1977 erwarben US-Amerikaner die Aufnahmebänder und veröffentlichten sie illegal auf Bootlegs. Das damals populärste Bootleg war die Schallplatte The Decca Tapes, die alle 15 Songs der Session enthielt.

### Dawn of The Silver Beatles
Am 16. April 1981 wurden in den USA über den Versandhandel PAC Records zehn Songs der Decca Audition unter dem Titel Dawn of The Silver Beatles auf Schallplatte veröffentlicht. Die Songs wurden künstlich verlängert, die Geschwindigkeit hingegen war im Vergleich zu den Originalaufnahmen zu hoch. Die Gesamtauflage des Albums betrug 153.000 Exemplare.
1. Love of the Loved
2. Money (That’s What I Want)
3. Sure to Fall (In Love with You)
4. Take Good Care of My Baby
5. Three Cool Cats
6. Like Dreamers Do
7. Crying, Waiting, Hoping
8. Searchin’
9. Till There Was You
10. Memphis, Tennessee

### The Complete Silver Beatles
Am 10. September 1982 wurde in Großbritannien von Audiofidelity Enterprises Ltd. die Schallplatte The Complete Silver Beatles veröffentlicht. Sie enthielt aber nicht, wie der Titel suggeriert, alle Songs, sondern lediglich zwölf der fünfzehn aufgenommenen Titel; es fehlen die drei Lennon-McCartney-Kompositionen. Auch der Name The Silver Beatles ist irreführend, da die Band damals schon The Beatles hieß. Das Album war bis zum Jahr 1988 legal erhältlich.
1. Three Cool Cats
2. Crying, Waiting, Hoping
3. Bésame Mucho
4. Searchin’
5. The Sheik Of Araby
6. Money (That’s What I Want)
7. To Know Her Is to Love Her
8. Take Good Care of My Baby
9. Memphis, Tennessee
10. Sure to Fall (In Love with You)
11. Till There Was You
12. September in the Rain

Im Jahr 1988 verklagten die drei noch lebenden Ex-Beatles die Tonträgergesellschaften, die die Decca-Aufnahmen vertrieben, sodass ein weiterer Verkauf zunächst gerichtlich unterbunden wurde. In späteren Jahren wurde die komplette Decca Audition unter verschiedenen Namen dennoch wiederveröffentlicht.

### Anthology 1
Offiziell, also mit Erlaubnis der Beatles beziehungsweise ihrer Erben, wurden bisher nur fünf Songs der Decca Audition veröffentlicht. Sie sind auf der Kompilation Anthology 1 enthalten, die 1995 erschien:
- Searchin’
- Three Cool Cats
- The Sheik of Araby
- Like Dreamers Do
- Hello Little Girl

## Neueinspielungen

### With the Beatles
Für ihr zweites Album With the Beatles aus dem Jahr 1963 nahmen die Beatles folgende Songs aus der Decca Audition erneut auf:
- Money (That’s What I Want)
- Till There Was You

### Live at the BBCundOn Air – Live at the BBC Volume 2
Für verschiedene Sendungen der BBC spielten die Beatles in den Jahren 1963 und 1964 diese Songs:
- Sure to Fall (In Love with You)
- Crying, Waiting, Hoping
- To Know Her Is to Love Her
- Memphis, Tennessee
- Till There Was You
- Money (That’s What I Want)

Sie wurden in den Jahren 1994 beziehungsweise 2013 auf den Kompilationen Live at the BBC und On Air – Live at the BBC Volume 2 publiziert.

## Coverversionen
Die drei Lennon-McCartney-Kompositionen der Decca Audition nahmen die Beatles zwar nie wieder auf, aber die Lieder wurden im Jahr 1963 als Singles von anderen Musikern veröffentlicht:
- Hello Little Girl – The Fourmost
- Love of the Loved – Cilla Black
- Like Dreamers Do – The Applejacks

Hello Little Girl und Love of the Loved wurden von George Martin für Parlophone produziert; Brian Epstein betreute sowohl The Fourmost als auch Cilla Black als Manager. Like Dreamers Do wurde von Mike Leander für Decca produziert.

## Sonstiges
Brian Poole & the Tremeloes waren nie auch nur annähernd so erfolgreich wie die Beatles, aber sie bescherten Decca im Oktober 1963 mit der Coverversion von Do You Love Me, im Original von The Contours, eine Nummer 1 in den britischen Single-Charts.
Paul McCartney sagte im Nachhinein über Dick Rowe: „Jetzt beißt er sich bestimmt in den Arsch.“ John Lennon formulierte es noch rüder: „Hoffentlich beißt er sich solange in den Arsch, bis er daran verreckt!“ George Martins Urteil über Rowe war milder: „Er wurde als der Mann, der die Beatles ablehnte, bekannt, und er wird dieses Kreuz bis zu seinem Tode tragen. Aber das ist unfair, denn in Wirklichkeit hatten alle die Beatles abgelehnt.“
Rowe konnte seine historische Fehlentscheidung, die Beatles abzulehnen, im Jahr 1963 teilweise kompensieren, indem er für Decca die Rolling Stones unter Vertrag nahm. Der entsprechende Tipp kam von George Harrison.